# Wings (Ringo Starr)
Wings è un brano di Ringo Starr, co-scritto assieme a Vinnie Poncia. Una prima versione è stata pubblicata come singolo nel 1978, che, successivamente, è apparsa sull'album Ringo the 4th, dello stesso anno. Il lato B del singolo originario era Just a Dream. Nel 2012, un rifacimento è stato nuovamente pubblicato come singolo ed incluso nell'album Ringo 2012, contenente anche il rifacimento di Step Lightly.

## Il brano
Il brano venne scritto da Starr e da Poncia a New York. Ringo ha ricordato, riguardo al rifacimento del 2012, che era una canzone che voleva reincidere, in un momento nel quale gli album non erano più in vinile, e che era felice di averlo potuto fare. Il batterista ha anche detto che Vini Poncia non sapeva di questa nuova versione, e che era intenzionato di spediglierla. Una terza versione, registrata in un concerto ad Atalanta, è stata inclusa nell'album di beneficenza Songs After Sandy: Friends of Red Hook for Sandy Relief, per il quale anche Paul McCartney donò delle canzoni. Per il videoclip della canzone, Starr ha organizzato una sorta di concorso per i registi, ed ha scelto lui stesso il video vincitore, che ha ricevuto un premio di 3000 sterline. Billy Dukes, che ha recensito il brano per Ultimate Classic Rock, ha giudicato il rifacimento meno appassionato dell'originale, ed ha criticato la performance vocale.

## Formazione

### Versione del 1977
- Ringo Starr: voce, batteria
- David Spinozza: chitarra solista
- Jeff Mironov o John Tropea: chitarre
- Don Grolnick: tastiere
- Tony Levin: basso elettrico
- Steve Gadd: batteria[7]

### Versione del 2012
- Ringo Starr: voce, cori, batteria, percussioni, tastiere
- Joe Walsh: chitarra
- Benmont Tench: organo
- Bruce Sugar: pianoforte, arrangamento dei corni
- Amy Keys: cori
- Kelly Moneymaker: cori[8]